# Mare de Déu de la Devesa
Santuari de la Mare de Déu de la Devesa és un edifici del municipi de Montagut i Oix (Garrotxa) inclosa en l'Inventari del Patrimoni Arquitectònic de Catalunya.

## Descripció
Es tracta d'un santuari situat als estreps nord orientals de la serra de sant Julià del Mont, a la dreta del riu Fluvià, al veïnat dels Anglès. El temple té una estructura primitiva, d'època romànica, que fou notablement modificada durant el segle xvi. Té una única nau amb un absis semicircular (amb finestreta inclosa); a la façana de ponent hi ha una porta d'entrada adovellada, amb dos arcs en gradació, així com el campanar de cadireta que havia estat de doble obertura però, actualment, només en resta una. El santuari es troba en molt mal estat de conservació.

## Història
La consagració solemne d'aquest santuari es va realitzar el mes de setembre de l'any 1540. Fins a 1936 s'hi venerava una talla de Santa Maria asseguda i amb l'Infant a la falda, que tenia una obertura a l'esquena destinada a un reliquiari. L'any 1939 es restablí el culte al santuari i es realitzà una nova imatge de la Verge, rèplica no gaire coincident amb la desapareguda i que esculpí l'artista Narcís Salgueda.